# Obuchowo (osada)
Obuchowo (niem. Obuchshöfchen) – osada w Polsce, położona w województwie warmińsko-mazurskim, w powiecie ostródzkim, w gminie Morąg.
W latach 1975–1998 miejscowość administracyjnie należała do województwa olsztyńskiego. Miejscowość leży w historycznym regionie Prus Górnych.
Miejscowość wzmiankowana w dokumentach z roku 1720, jako dwór na 9 włókach. Nazwa wywodzi się od założyciela – Obucha. W roku 1782 we osadzie odnotowano dwa domy, natomiast w 1858 w trzech gospodarstwach domowych było 21 mieszkańców. W latach 1937–1939 było 46 mieszkańców. W roku 1973 jako majątek Obuchowo należało do powiatu morąskiego, gmina i poczta Morąg.